# Districte electoral d'Igualada
El districte de Igualada fou una circumscripció electoral del Congrés dels Diputats utilitzada en les eleccions generals espanyoles entre 1871 i 1923. Es tractava d'un districte uninominal, ja que només era representat per un sol diputat.

## Àmbit geogràfic
L'any 1871, el districte comprenia tot el partit judicial d'Igualada, tret de Masquefa, Piera, Sant Pere de Riudebitlles, Vallbona d'Anoia, Cabrera i Sant Quintí de Mediona, que es van incorporar al districte de Vilafranca. Aquesta delimitació fou vigent fins al 1923.

## Diputats electes
| Elecció | Elecció    | Diputat                                  | Partit/Ideologia                    |
| ------- | ---------- | ---------------------------------------- | ----------------------------------- |
|         | 1871       | Frederic Gomis i Mestre                  | Partit Progressista                 |
|         | Agost 1872 | Salvador Sanpere i Miquel                | Partit Republicà Democràtic Federal |
|         | 1876       | Antoni Castell de Pons                   | Conservador                         |
|         | 1879       | Manuel Camacho Fernández                 | Conservador                         |
|         | 1881       | Bartomeu Godó i Pié                      | Liberal                             |
|         | 1884       | Francesc Gumà i Ferran                   | Conservador                         |
|         | 1886       | Bartomeu Godó i Pié                      | Liberal                             |
|         | 1891       | Josep Maria Rius i Badia                 | Conservador                         |
|         | 1893       | Carles Godó i Pié                        | Liberal                             |
|         | 1898       | Josep Balcells i Cortada                 | Liberal                             |
|         | 1899       | Ramon Godó Lallana                       | Liberal                             |
|         | 1907       | Frederic Rahola i Trèmols                | Lliga Regionalista (solidari)       |
|         | 1910       | Joan Godó i Llucià                       | Liberal canalejista                 |
|         | 1914       | Manuel González i Vilart                 | Conservador                         |
|         | 1918       | Carles de Camps i d'Olzinellas           | Lliga Regionalista                  |
|         | 1919       | Manuel Maria Girona i Fernàndez Maqueira | Monàrqic independent                |

## Resultats electorals

### Dècada de 1920
| Eleccions generals del 29/04/1923 |                       |                                          |        |       |
| Partit/Ideologia                  | Partit/Ideologia      | Candidat                                 | Vots   | %     |
|                                   | Monàrqic independent  | Manuel Maria Girona i Fernàndez Maqueira | 5.277  | 100,0 |
|                                   | Independent de dretes | José Ruiz Casamitjana                    | 0      | 0,0   |
| Total                             | Total                 | Total                                    | 5.277  | 100   |
| Cens/participació                 | Cens/participació     | Cens/participació                        | 10.033 | 52,6  |

| Eleccions generals del 19/12/1920 |                                  |                                          |                                                     |
| Partit/Ideologia                  | Partit/Ideologia                 | Candidat                                 | Vots                                                |
|                                   | Federació Monàrquica Autonomista | Manuel Maria Girona i Fernàndez Maqueira | Electe mitjançant l'article 29 de la llei electoral |

### Dècada de 1910
| Eleccions generals del 01/06/1919 |                      |                                          |       |      |
| Partit/Ideologia                  | Partit/Ideologia     | Candidat                                 | Vots  | %    |
|                                   | Monàrqic independent | Manuel Maria Girona i Fernàndez Maqueira | 3.951 | 92,9 |
|                                   | Lliga Regionalista   | Josep Maria Catarineu i Grau             | 228   | 5,4  |
|                                   | Altres               | Altres                                   | 74    | 1,7  |
| Total                             | Total                | Total                                    | 4.253 | 100  |
| Cens/participació                 | Cens/participació    | Cens/participació                        | 9.522 | 44,7 |

| Eleccions generals del 24/02/1918 |                    |                                |       |      |
| Partit/Ideologia                  | Partit/Ideologia   | Candidat                       | Vots  | %    |
|                                   | Conservador        | Manuel González i Vilart       | 6.660 | 88,8 |
|                                   | Lliga Regionalista | Carles de Camps i d'Olzinellas | 3.813 | 50,9 |
| Total                             | Total              | Total                          | 7.496 | 100  |
| Cens/participació                 | Cens/participació  | Cens/participació              | 9.746 | 76,9 |

| Eleccions generals del 09/04/1916 |                         |                          |       |      |
| Partit/Ideologia                  | Partit/Ideologia        | Candidat                 | Vots  | %    |
|                                   | Conservador datista     | Manuel González i Vilart | 3.781 | 55,6 |
|                                   | Comunió Tradicionalista | Bartomeu Trias i Comas   | 3.012 | 44,3 |
|                                   | Altres                  | Altres                   | 8     | 0,1  |
| Total                             | Total                   | Total                    | 6.801 | 100  |
| Cens/participació                 | Cens/participació       | Cens/participació        | 9.763 | 69,7 |

| Eleccions generals del 08/03/1914 |                   |                          |       |      |
| Partit/Ideologia                  | Partit/Ideologia  | Candidat                 | Vots  | %    |
|                                   | Conservador       | Manuel González i Vilart | 3.816 | 53,0 |
|                                   | Liberal           | Joan Godó i Llucià       | 3.376 | 46,9 |
|                                   | Altres            | Altres                   | 1     | 0,0  |
| Vots en blanc                     | Vots en blanc     | Vots en blanc            | 11    | 0,2  |
| Total                             | Total             | Total                    | 7.204 | 100  |
| Cens/participació                 | Cens/participació | Cens/participació        | 9.522 | 75,7 |

| Eleccions generals del 08/05/1910 |                     |                           |       |      |
| Partit/Ideologia                  | Partit/Ideologia    | Candidat                  | Vots  | %    |
|                                   | Liberal canalejista | Joan Godó i Llucià        | 3.913 | 50,9 |
|                                   | Lliga Regionalista  | Frederic Rahola i Trèmols | 3.730 | 48,5 |
|                                   | Altres              | Altres                    | 46    | 0,6  |
| Total                             | Total               | Total                     | 7.689 | 100  |
| Cens/participació                 | Cens/participació   | Cens/participació         | 9.563 | 80,4 |

### Dècada de 1900
| Eleccions generals del 21/04/1907 |                               |                           |       |      |
| Partit/Ideologia                  | Partit/Ideologia              | Candidat                  | Vots  | %    |
|                                   | Lliga Regionalista (solidari) | Frederic Rahola i Trèmols | 3.571 | 55,7 |
|                                   | Liberal anti-solidari         | Joan Godó i Llucià        | 2.829 | 44,1 |
|                                   | Republicà anti-solidari       | Josep Puig d'Asprer       | 0     | 0,0  |
|                                   | Altres                        | Altres                    | 11    | 0,2  |
| Total                             | Total                         | Total                     | 6.411 | 100  |
| Cens/participació                 | Cens/participació             | Cens/participació         | 9.997 | 64,1 |

| Eleccions generals del 10/11/1905 |                   |                                |       |      |
| Partit/Ideologia                  | Partit/Ideologia  | Candidat                       | Vots  | %    |
|                                   | Liberal           | Ramon Godó Lallana             | 3.470 | 68,8 |
|                                   | Republicà         | Ildefonso L. García del Corral | 1.573 | 31,2 |
|                                   | Altres            | Altres                         | 4     | 0,1  |
| Total                             | Total             | Total                          | 5.047 | 100  |
| Cens/participació                 | Cens/participació | Cens/participació              | 9.957 | 50,7 |

| Elecció parcial del 26/05/1903 |                   |                    |       |      |
| Partit/Ideologia               | Partit/Ideologia  | Candidat           | Vots  | %    |
|                                | Liberal moretista | Ramon Godó Lallana | 5.381 | 99,3 |
|                                | Altres            | Altres             | 40    | 0,7  |
| Total                          | Total             | Total              | 5.421 | 100  |
| Cens/participació              | Cens/participació | Cens/participació  | 9.092 | 59,6 |

| Eleccions generals del 19/05/1901 |                   |                    |       |      |
| Partit/Ideologia                  | Partit/Ideologia  | Candidat           | Vots  | %    |
|                                   | Liberal           | Ramon Godó Lallana | 4.632 | 99,8 |
|                                   | Altres            | Altres             | 11    | 0,2  |
| Total                             | Total             | Total              | 4.643 | 100  |
| Cens/participació                 | Cens/participació | Cens/participació  | 9.274 | 50,1 |

### Dècada de 1890
| Eleccions generals del 16/04/1899 |                   |                    |       |      |
| Partit/Ideologia                  | Partit/Ideologia  | Candidat           | Vots  | %    |
|                                   | Liberal           | Ramon Godó Lallana | 3.650 | 68,1 |
|                                   | Altres            | Altres             | 1.706 | 31,9 |
| Total                             | Total             | Total              | 5.356 | 100  |
| Cens/participació                 | Cens/participació | Cens/participació  | 9.207 | 58,2 |

| Eleccions generals del 27/03/1898 |                   |                          |       |      |
| Partit/Ideologia                  | Partit/Ideologia  | Candidat                 | Vots  | %    |
|                                   | Liberal           | Josep Balcells i Cortada | 5.522 | 98,9 |
|                                   | Altres            | Altres                   | 60    | 1,1  |
| Total                             | Total             | Total                    | 5.582 | 100  |
| Cens/participació                 | Cens/participació | Cens/participació        | 9.227 | 60,5 |

| Eleccions generals del 12/04/1896 |                   |                   |       |      |
| Partit/Ideologia                  | Partit/Ideologia  | Candidat          | Vots  | %    |
|                                   | Liberal           | Carles Godó i Pié | 3.175 | 52,4 |
|                                   | Altres            | Altres            | 2.880 | 47,6 |
| Total                             | Total             | Total             | 6.055 | 100  |
| Cens/participació                 | Cens/participació | Cens/participació | 9.414 | 64,3 |

| Eleccions generals del 05/03/1893 |                   |                   |       |      |
| Partit/Ideologia                  | Partit/Ideologia  | Candidat          | Vots  | %    |
|                                   | Liberal           | Carles Godó i Pié | 3.994 | 62,7 |
|                                   | Altres            | Altres            | 2.379 | 37,3 |
| Total                             | Total             | Total             | 6.373 | 100  |
| Cens/participació                 | Cens/participació | Cens/participació | 9.429 | 67,6 |

| Eleccions generals del 01/02/1891 |                  |                          |       |
| Partit/Ideologia                  | Partit/Ideologia | Candidat                 | Vots  |
|                                   | Conservador      | Josep Maria Rius i Badia | 2.698 |

### Dècada de 1880
| Eleccions generals del 04/04/1886 |                  |                     |      |
| Partit/Ideologia                  | Partit/Ideologia | Candidat            | Vots |
|                                   | Liberal          | Bartomeu Godó i Pié | 614  |

| Eleccions generals del 27/04/1884 |                  |                        |      |      |
| Partit/Ideologia                  | Partit/Ideologia | Candidat               | Vots | %    |
|                                   | Conservador      | Francesc Gumà i Ferran | 735  | 76,8 |
|                                   | Altres           | Altres                 | 222  | 23,2 |
| Total                             | Total            | Total                  | 957  | 100  |

| Eleccions generals del 20/08/1881 |                  |                     |      |
| Partit/Ideologia                  | Partit/Ideologia | Candidat            | Vots |
|                                   | Liberal          | Bartomeu Godó i Pié | 735  |

### Dècada de 1870
| Eleccions generals del 20/04/1879 |                  |                          |       |      |
| Partit/Ideologia                  | Partit/Ideologia | Candidat                 | Vots  | %    |
|                                   | Conservador      | Manuel Camacho Fernández | 638   | 63,6 |
|                                   | Altres           | Altres                   | 365   | 36,4 |
| Total                             | Total            | Total                    | 1.003 | 100  |

| Eleccions generals del 20/01/1876 |                   |                        |       |      |
| Partit/Ideologia                  | Partit/Ideologia  | Candidat               | Vots  | %    |
|                                   | Conservador       | Antoni Castell de Pons | 1.922 | 41,3 |
|                                   | Altres            | Altres                 | 2.734 | 58,7 |
| Total                             | Total             | Total                  | 4.656 | 100  |
| Cens/participació                 | Cens/participació | Cens/participació      | 7.924 | 58,8 |

| Eleccions generals del 10/05/1873 |                                     |                           |       |      |
| Partit/Ideologia                  | Partit/Ideologia                    | Candidat                  | Vots  | %    |
|                                   | Partit Republicà Democràtic Federal | Salvador Sanpere i Miquel | 1.483 | 95,0 |
|                                   | Altres                              | Altres                    | 78    | 5,0  |
| Total                             | Total                               | Total                     | 1.561 | 100  |
| Cens/participació                 | Cens/participació                   | Cens/participació         | 9.559 | 16,3 |

| Eleccions generals del 24/08/1872 |                                     |                           |       |       |
| Partit/Ideologia                  | Partit/Ideologia                    | Candidat                  | Vots  | %     |
|                                   | Partit Republicà Democràtic Federal | Salvador Sanpere i Miquel | 482   | 100,0 |
| Total                             | Total                               | Total                     | 482   | 100   |
| Cens/participació                 | Cens/participació                   | Cens/participació         | 9.001 | 5,4   |

| Eleccions generals del 03/04/1872 |                     |                         |       |      |
| Partit/Ideologia                  | Partit/Ideologia    | Candidat                | Vots  | %    |
|                                   | Partit Progressista | Frederic Gomis i Mestre | 3.348 | 92,2 |
|                                   | Altres              | Altres                  | 283   | 7,8  |
| Total                             | Total               | Total                   | 3.631 | 100  |

| Eleccions generals del 08/03/1871 |                     |                         |       |      |
| Partit/Ideologia                  | Partit/Ideologia    | Candidat                | Vots  | %    |
|                                   | Partit Progressista | Frederic Gomis i Mestre | 2.483 | 42,8 |
|                                   | Altres              | Altres                  | 3.314 | 57,2 |
| Total                             | Total               | Total                   | 5.797 | 100  |
| Cens/participació                 | Cens/participació   | Cens/participació       | 8.799 | 65,9 |